# Leptarctia dimidiata
Leptarctia dimidiata là một loài bướm đêm thuộc phân họ Arctiinae, họ Erebidae.